# Wereldkampioenschappen zeilen 2003
De wereldkampioenschappen zeilen 2003 was de eerste editie van dit door de International Sailing Federation (ISAF) georganiseerde zeilevenement. Het evenement vond plaats van 11 tot en met 24 september in Cádiz aan de Spaanse zuidkust. De races werden gevaren in de Golf van Cádiz.
In totaal werd er gevaren in elf verschillende olympische zeilklassen, vier voor mannen, vier voor vrouwen en drie in een open klasse. In de klassen werden tien tot twaalf races gevaren, inclusief de afsluitende medaillerace. Alle klassen werden als fleetrace gevaren.
De wereldkampioenschappen waren tegelijkertijd de belangrijkste kwalificatiewedstrijd voor de Olympische Zomerspelen 2004 in Athene. Van alle quotaplaatsen werd 75 procent tijdens deze wedstrijden vergeven.

## Medailles

### Mannen
| Onderdeel | Goud                         | Goud | Zilver                       | Zilver | Brons                               | Brons |
| --------- | ---------------------------- | ---- | ---------------------------- | ------ | ----------------------------------- | ----- |
| Mistral   | Przemysław Miarczyński       | POL  | Nikolaos Kaklamanakis        | GRE    | Gal Fridman                         | ISR   |
| Finn      | Ben Ainslie                  | GBR  | Rafael Trujillo Villar       | ESP    | Andrew Simpson                      | GBR   |
| 470       | Gabrio Zandona Andrea Trani  | ITA  | Nathan Wilmot Malcolm Page   | AUS    | Gustavo Martínez Doreste Dimas Wood | ESP   |
| Star      | Xavier Rohart Pascal Rambeau | FRA  | Frederik Lööf Anders Ekström | SWE    | Iain Percy Steven Mitchell          | GBR   |

### Vrouwen
| Onderdeel | Goud                                      | Goud | Zilver                                     | Zilver | Brons                                    | Brons |
| --------- | ----------------------------------------- | ---- | ------------------------------------------ | ------ | ---------------------------------------- | ----- |
| Mistral   | Lee Korsitz                               | ISR  | Barbara Kendall                            | NZL    | Faustine Merret                          | FRA   |
| Europe    | Siren Sundby                              | NOR  | Sari Multala                               | FIN    | Mary Gaillard                            | USA   |
| 470       | Sofia Bekatorou Aimilia Tsoulfa           | GRE  | Ingrid Petitjean Nadège Douroux            | FRA    | Vlada Ilenko Natalja Gaponovitsj         | RUS   |
| Yngling   | Hannah Swett Joan Touchette Melissa Purdy | USA  | Ulrike Schümann Wibke Bülle Winnie Lippert | GER    | Dorte Jensen Helle Jespersen Rachel Kiel | DEN   |

### Open
| Onderdeel | Goud                              | Goud | Zilver                         | Zilver | Brons                          | Brons |
| --------- | --------------------------------- | ---- | ------------------------------ | ------ | ------------------------------ | ----- |
| Laser     | Gustavo Lima                      | POR  | Roberto Scheidt                | BRA    | Michael Blackburn              | AUS   |
| 49er      | Christopher Draper Simon Hiscocks | GBR  | Christoffer Sundby Frode Bovim | NOR    | Rodion Loeka George Leontsjoek | UKR   |
| Tornado   | Darren Bundock John Forbes        | AUS  | Leigh McMillan Mark Bulkeley   | GBR    | Santiago Lange Carlos Espínola | ARG   |

### Medaillespiegel
| Plaats | Land                | Goud | Zilver | Brons | Totaal |
| 1      | Verenigd Koninkrijk | 2    | 1      | 2     | 5      |
| 2      | Australië           | 1    | 1      | 1     | 3      |
| 2      | Frankrijk           | 1    | 1      | 1     | 3      |
| 4      | Griekenland         | 1    | 1      | 0     | 2      |
| 4      | Noorwegen           | 1    | 1      | 0     | 2      |
| 6      | Israël              | 1    | 0      | 1     | 2      |
| 6      | Verenigde Staten    | 1    | 0      | 1     | 2      |
| 8      | Italië              | 1    | 0      | 0     | 1      |
| 8      | Portugal            | 1    | 0      | 0     | 1      |
| 8      | Polen               | 1    | 0      | 0     | 1      |
| 11     | Spanje              | 0    | 1      | 1     | 2      |
| 12     | Brazilië            | 0    | 1      | 0     | 1      |
| 12     | Finland             | 0    | 1      | 0     | 1      |
| 12     | Duitsland           | 0    | 1      | 0     | 1      |
| 12     | Nieuw-Zeeland       | 0    | 1      | 0     | 1      |
| 12     | Zweden              | 0    | 1      | 0     | 1      |
| 17     | Argentinië          | 0    | 0      | 1     | 1      |
| 17     | Denemarken          | 0    | 0      | 1     | 1      |
| 17     | Rusland             | 0    | 0      | 1     | 1      |
| 17     | Oekraïne            | 0    | 0      | 1     | 1      |
| Totaal | Totaal              | 11   | 11     | 11    | 33     |